# Parler à mon père
Singles de Céline Dion
Voler
(2010) Le miracle
(2012)
Pistes de Sans attendre
Le miracle
Parler à mon père est une chanson de Céline Dion sortie le 2 juillet 2012 sous forme numérique. Il est le premier single extrait de l'album studio Sans attendre paru le 5 novembre 2012,, la chanson est écrite par Jacques Veneruso. Parler à mon père est produite par Jacques Veneruso et Patrick Hampartzoumian.
Jacques Veneruso avait travaillé avec Céline Dion pour les singles suivants : Sous le vent, Tout l'or des hommes, Je ne vous oublie pas, Tous les secrets et Immensité. Céline Dion chante également d'autres chansons de Veneruso : Le vol d'un ange, Rien n'est vraiment fini, Contre nature, À cause, Je cherche l'ombre et Le temps qui compte.

## Vidéo clip
Le single Parler à mon père a fait l'objet d'un clip vidéo, dont la vidéo dévoilée par Sony Music est lancée le 5 septembre 2012 sur YouTube. Le clip, créé par le réalisateur français Thierry Vergnes, est tourné à Las Vegas et dans la vallée de la Mort . Pour des raisons de conditions météorologiques, avec près de 50 °C lors du tournage, pour certaines scènes dans le désert du Nevada le réalisateur utilise une doublure de Céline Dion. 
Le clip commence sur une citation du poète allemand Angelus Silesius, "L'âme est un cristal et l'amour sa lumière". On y découvre Céline Dion, seule dans un désert blanc avec une lumière tamisée. Elle porte une robe de vestale blanche, une création du couturier et styliste libanais Elie Saab. Elle marche vers une destination inconnue, scène entrecoupée par des visages et la vision d'une jeune femme qui se rend sur la tombe de son père disparu.

## Accueil critique
« Un titre pop écrit sur mesure pour Céline. Un premier extrait, qui selon la presse canadienne, n'avait rien d'une locomotive pour le nouvel album ».
« La chanson aux sonorités hispanisantes, est une véritable déclaration d'amour paternelle. Céline chante d'une voix beaucoup plus douce qu'à l'accoutumée, qui ne manquera pas de plaire aux plus nombreux ».
« On sent que l’inévitable Jacques Veneruso lui a composé une chanson sur mesure avec un texte touchant, une musique au tempo entraînant, la montée d’un demi-ton qui relance quand il faut et un refrain qui reste en tête. Rien de nouveau dans la variété française, mais quand c’est bien fait, on ne va pas s’en plaindre ».
« Le thème général de ce premier extrait, émouvant et personnel, ne parvient pas tout à fait à faire oublier les maladresses du texte de Jacques Veneruso. L’ensemble est tout de même sauvé par l’émotion portée par la voix de Céline, ainsi que par l’élégant clip vidéo qui l’illustre ».

## Promotion
Le 4 novembre 2012, la chaîne québécoise TVA diffuse une émission spéciale Céline Dion… sans attendre, Céline Dion y interprète Parler à mon père.
Le 24 novembre 2012, dans l'émission de variétés Céline Dion, le grand show diffusée sur France 2, Céline chante Parler à mon père. Cette émission est rediffusée en deux parties sur le réseau TV5MONDE FBS de TV5 Monde. La diffusion de la 1re a lieu le 1er mars 2013 et la 2e a lieu le 8 mars 2013.
Le 2 décembre 2012, Céline interprète Parler à mon père dans Vivement dimanche sur France 2 et elle réitère cette prestation sur France 3 dans une émission Chabada - Spécial Céline Dion qui lui est consacrée,.
Le 20 décembre 2012, Céline chante Parler à mon père sur NRJ 12 dans l'émission We love Celine. Elle est rediffusée sur NRJ 12 le 22 décembre 2012 et sur Chérie 25 le 1er janvier 2013, mais aussi en Belgique, le 25 décembre 2012 sur RTL-TVI.

## Formats et liste des chansons
Téléchargement
1. "Parler à mon père" – 2:55

CD Promotionnel
1. "Parler à mon père" – 2:55

## Classement par pays
| Classement (2012)                          | Meilleure position |
| ------------------------------------------ | ------------------ |
| Belgique (Flandres Ultratip Chart)         | 12                 |
| Belgique (Wallonie Singles Chart)          | 11                 |
| Belgique (Wallonie Ultratip Chart)         | 3                  |
| Canada (Adult Contemporary Chart)          | 29                 |
| Canada (Hot 100)                           | 53                 |
| Québec (BDS Chart)                         | 1                  |
| Québec (Quebec Adult Contemporary Chart)   | 1                  |
| Québec (Quebec Radio Correspondents Chart) | 3                  |
| France (Airplay)                           | 51                 |
| France (SNEP)                              | 8                  |
| France (Top 50 Téléchargement)             | 8                  |
| Pologne (Airplay)                          | 7                  |
| Suisse (Single Top 75)                     | 25                 |

## Sorties
| Pays     | Date            | Format         | Label    |
| -------- | --------------- | -------------- | -------- |
| Belgique | 2 juillet 2012, | Téléchargement | Columbia |
| France   | 2 juillet 2012, | Téléchargement | Columbia |
| Suisse   | 2 juillet 2012, | Téléchargement | Columbia |
| Canada   | 3 juillet 2012  | Téléchargement | Columbia |